# Alessandrino (metropolitana di Roma)
Alessandrino è una fermata della linea C della metropolitana di Roma, che è stato in passato capolinea di alcune corse limitate, compito che sulla ferrovia Roma-Pantano era assunto dalla stazione di Centocelle. Si trova all'incrocio tra l'omonimo viale e la via Casilina, a servizio dei quartieri Don Bosco (esattamente della zona urbanistica Torrespaccata) ed Alessandrino, avendo due uscite, una sul lato dei numeri civici dispari l'altro sul lato dei numeri civici pari della via Casilina.
Ha affiancato fino ad agosto 2015 le fermate Grano ed Alessandrino della vecchia ferrovia Roma-Pantano.

## Storia
I cantieri furono aperti nel luglio 2007. Essi hanno obbligato a chiudere al traffico un tratto della via Casilina, attorno a piazza Sor Capanna. I lavori di superficie sono terminati a settembre 2012 ed il traffico su Via Casilina è stato riaperto l'8 settembre 2012. L'apertura è avvenuta il 9 novembre 2014.
Era previsto un parcheggio di scambio di 1 000 posti auto, il più grande insieme a quello di Clodio-Mazzini, in seguito il progetto è stato annullato.

## Interscambi
- Fermata autobus ATAC